# Bas van Teylingen
Bas van Teylingen (Alphen aan den Rijn, 22 mei 1974) is een Nederlands regisseur van televisieprogramma's, filmregisseur, schrijver, voice-over, youtuber, diskjockey en radiomaker.

## Loopbaan
Van Teylingen begon zijn loopbaan als producer en sidekick bij Radio 538 van onder anderen Wessel van Diepen, Michael Pilarczyk, Rick van Velthuijsen en Erik de Zwart. Daarna is hij vooral bekend geworden als regisseur van diverse televisieproducties, waaronder kinderseries als ZOOP, Huis Anubis en de Vijf van het Magische Zwaard en In Holland staat een huis..
Bij Yorin FM vervulde hij in 2005 een jaar lang de taak van creatief directeur en deed de restyling van het station dat onder de RTL Group viel. Ook maakte Van Teylingen hier een wekelijks radioprogramma met de naam 'Bad Boyz' op de zaterdagavond van 22:00 - 02:00 uur. In 2013 had hij het wekelijkse absurdistische radioprogramma 'Andere Dingen' op KX Radio dat later verhuisde naar AmsterdamFM. In 2019 begon hij samen met Jesper Kleynen bij Wild FM met het programma 'Bas en Jesper, De Domibo Show'. Dit was elke donderdagavond tot 25 maart 2021 van 18:00 - 20:00 uur te beluisteren op Wild FM. Op 25 maart 2021 was de laatste uitzending.
Hij zette ook in 2012 TV 538 op en in 2015 het online platform #FIRST, een YouTube-kanaal voor jongeren waar bekende youtubers de presentatie deden. Na 2015 richtte Van Teylingen zich op de nieuwe media. Van Teylingen startte onder meer het YouTube-kanaal Jeukvogel en De Tubeschool voor kinderen. Van Teylingen staat ook bekend om het maken van parodieën.
In 2017 maakte hij met enkele bekende youtubers het benefietlied Geef om jou voor de slachtoffers van de orkaan Irma op Sint-Maarten.
In april 2019 bracht van Teylingen zijn boek 'Help! Mijn kind zit op YouTube' uit. Het boek is bedoeld voor ouders om hun kind beter te begrijpen als het filmpjes kijkt op YouTube.
Van Teylingen nam in 2018 samen met schrijver Michiel Peereboom het initiatief voor De Film van Dylan Haegens waar hij ook de regie deed. De film was binnen een week een Gouden Film. In totaal zijn er meer dan 330.000 mensen naar de Nederlandse en Belgische bioscopen geweest om deze eerste echte doorvertaling van een YouTube kanaal naar de bioscoop te zien.
In 2019 regisseerde hij weer een bioscoopfilm: Project Gio, met youtuber Giovanni Latooy. Ook deze film werd bekroond met een Gouden Film.

## Radio Veronica
Van 2021 tot 2023 was Van Teylingen als radio diskjockey in het weekend te horen bij Radio Veronica op de zender. 
Op 21 juni 2021 werd de nieuwe programmering van Radio Veronica bekendgemaakt. Naast de komst van onder andere Arjan Snijders en zendermanager Rob Stenders, kreeg ook Van Teylingen een plek in de programmering.
Op 4 juli 2021 was de eerste editie van Ik Vraag Dit Voor Een Vriend. Het programma is elke vrijdag van 21.00 tot 23.00 uur te beluisteren. In het begin was het programma op zondag tussen 21:00 en 00:00 uur te horen. 
Na de komst van Tineke de Nooij begon het programma vanaf de zomer van 2022 een uur eerder. Op 12 september 2022 werd bekend dat het radioprogramma vanaf vrijdag 7 oktober te horen is op de radiozender. Op vrijdag was het programma tussen 21:00 en 23:00 uur te beluisteren.
Vanaf vrijdag 3 maart 2023 was Ik Vraag Dit Voor Een Vriend te beluisteren op vrijdagmiddag tussen 16.00 en 18.00 uur. Het programma werd per eind september 2023 per direct van de radio gehaald..

## Filmografie

### Als televisieregisseur (selectie)
| Productie                                                     | Zender         | Jaar        |
| ------------------------------------------------------------- | -------------- | ----------- |
| Ernst, Bobbie en de rest (Videoclips)                         | Kindernet      | (1998-2004) |
| In Holland staat een Huis                                     | RTL 4          | (2003)      |
| Bobo's in the Bush                                            | Yorin          | (2003)      |
| Char, het Medium                                              | RTL 4          | (2003)      |
| Toys for Boys                                                 | Veronica       | (2004)      |
| Pluk Sjoernaal (Onderdeel van de film, Pluk van de Petteflet) | Z@ppelin       | (2004)      |
| ZOOP                                                          | Nickelodeon    | (2004)      |
| Doodnormaal                                                   | RTL 4          | (2004)      |
| Spongebob Backstage                                           | Nickelodeon    | (2004)      |
| Rocketpower Weekend                                           | Nickelodeon    | (2004)      |
| McDonald’s Kitchen                                            | Llink          | (2005)      |
| Samen                                                         | Talpa          | (2005)      |
| All You Need Is Love (Kerst)                                  | RTL 4          | (2006)      |
| Jetix MAX                                                     | Jetix          | (2006)      |
| Dames in de Dop                                               | RTL 5          | (2007)      |
| Ruby Wax goes Dutch                                           | Net5           | (2009)      |
| Grenzen aan de Grap                                           | VARA           | (2009)      |
| Uitstel van Executie                                          | RTL 4          | (2009)      |
| Let's Dance                                                   | RTL 4          | (2009)      |
| XMIX                                                          | EO             | (2009)      |
| Het Huis Anubis en de Vijf van het Magische Zwaard            | Nickelodeon    | (2010)      |
| Het Snoer Om                                                  | SBS6           | (2012)      |
| The Young Ones                                                | Veronica       | (2012)      |
| Veronica presents: Amsterdam Dance Event                      | Veronica       | (2012)      |
| Alles is Liefde                                               | SBS6           | (2012)      |
| Smartlife                                                     | SBS6           | (2012)      |
| Eilanders                                                     | KRO            | (2013)      |
| WNF Ranger Dierenjournaal                                     | Disney Channel | (2013)      |
| Kookmutsen (Pilot)                                            | KRO/NCRV       | (2014)      |
| Everybody Dance Now                                           | RTL 4          | (2015)      |
| Grillmasters                                                  | RTL 4          | (2015)      |
| Krijg de Kleren                                               | RTL 5          | (2015)      |

### Films
| Film                      | Jaar   |
| ------------------------- | ------ |
| De Film van Dylan Haegens | (2018) |
| Project Gio               | (2019) |

### Documentaire (selectie)
| Productie                         | Zender | Jaar   |
| --------------------------------- | ------ | ------ |
| En dan win je Idols               | RTL 4  | (2007) |
| Jeroen Krabbé, een retrospectieve |        | (2008) |

### Theater (regie) - (selectie)
| Productie                                  | Jaar   |
| ------------------------------------------ | ------ |
| Ernst, Bobbie en de rest - Sinterklaasshow | (2006) |
| Ernst, Bobbie en de rest - Verhuisshow     | (2006) |
| Ernst, Bobbie en de rest - Boswachtershow  | (2008) |

### Concerten (selectie)
| Productie   | Jaar   |
| ----------- | ------ |
| Rigter!Live | (2008) |

### Videoclips (selectie)
| Artiest                     | Nummer                                    |
| --------------------------- | ----------------------------------------- |
| Job Bovelander              | Zo                                        |
| Mash!                       | Step Up                                   |
| Sven Hammond                | Hoopla                                    |
| Three Drives                | Letting you go (Greece 2000)              |
| Judith                      | Onbereikbaar Meer                         |
| Anne Soldaat                | Going South                               |
| RED!                        | Guilty Step into the light                |
| Gaya                        | In My Arms                                |
| Henk Dissel                 | 10 seconden later                         |
| Syb van der Ploeg           | Ieder zingt zijn eigen lied               |
| Thomas Berge & Tess Gaerthé | Stem van mij hart (High School Musical 2) |
| Saga                        | Like a Queen                              |
| Bo en Monica                | I’m gonna be a star                       |
| OFAH                        | Als je dit voelt                          |
| Magical Trio                | Eens per jaar                             |

### Online (selectie)
| Productie                                 | Jaar   |
| ----------------------------------------- | ------ |
| (Maag Lever Darm Stichting) MLDS Academie | (2014) |